# راسيل ميتشيل (لاعب كرة قاعدة)
راسيل ميتشيل (بالإنجليزية: Russ Mitchell)‏ هو لاعب كرة قاعدة أمريكي، ولد في 15 فبراير 1985 في روما في الولايات المتحدة.

## وصلات خارجية
- روس ميتشيل على موقع دوري كرة القاعدة الرئيسي (الإنجليزية)
- روس ميتشيل على موقعبيزبول رفرنس.كوم (الدوري الرئيسي) (الإنجليزية)
- روس ميتشيل على موقعبيزبول رفرنس.كوم (الدوري الثانوي) (الإنجليزية)